# TGS-NOPEC Geophysical Systems
TGS-NOPEC Geophysical Systems (oft TGS abgekürzt) ist ein Unternehmen aus Norwegen mit Firmensitz in Asker, außerhalb von Oslo. Das Unternehmen ist im OBX Index an der Osloer Börse gelistet.
Das Unternehmen ist ein Anbieter von geophysikalischen Daten, Software und Dienstleistungen. Neben dem Firmensitz in Asker hat das Unternehmen Firmenbüros in Bedford, Vereinigtes Königreich, West Perth, Australien, und Houston, Vereinigte Staaten.
TGS NOPEC akquiriert und prozessiert im marinen Bereich reflexionsseismische, magnetische und gravimetrische Daten in 2D und 3D. Die aufbereiteten Daten werden für die überwiegende Verwendung in der Erdölexploration an Kunden lizenziert.
TGS besitzt auch das Unternehmen A2D Technologies mit Standorten in Houston, Oklahoma City und New Orleans.